# Freelove
Freelove är en låt av den brittiska gruppen Depeche Mode. Det är gruppens trettioåttonde singel och den tredje från albumet Exciter. Singeln släpptes den 5 november 2001 och nådde som bäst 19:e plats på den brittiska singellistan.
Musikvideon till "Freelove" regisserades av John Hillcoat.

## Utgåvor och låtförteckning
Samtliga låtar är komponerade av Martin Gore. 

### 12": Mute / 12Bong32 (UK)
1. "Freelove" (Console Remix) (4:46)
2. "Freelove" (Schlammpeitziger "Little Rocking Suction Pump" Version) (6:52)
3. "Zenstation" (Atom's Stereonerd Remix) (5:39)
4. "Freelove" (Bertrand Burgalat Remix) (5:30)
5. "Freelove" (DJ Muggs Remix) (4:26)

### CD: Mute / CDBong32 (UK)
1. "Freelove" (Flood Mix) (3:59)
2. "Zenstation" (6:24)
3. "Zenstation" (Atom's Stereonerd Remix) (5:39)

### CD: Mute / LCDBong32 (UK)
1. "Freelove" (Bertrand Burgalat Remix) (5:30)
2. "Freelove" (Schlammpeitziger "Little Rocking Suction Pump" Version) (6:52)
3. "Freelove" (DJ Muggs Remix) (4:26)

### DVD: Mute / DVDBong32 (UK)
1. "Freelove" (Live) (6:57)
2. "Breathe" (Live) (5:32)
3. "The Dead of Night" (Live) (5:08)

- Livespåren är inspelade i Philadelphia, Pennsylvania den 30 juni 2001

### Promo 12": Mute / P12Bong32 (UK)
1. "Freelove" (Console Remix) (4:46)
2. "Freelove" (Schlammpeitziger "Little Rocking Suction Pump" Version) (6:52)
3. "Zenstation" (Uwe Schmidt|Atom's Stereonerd Remix) (5:39)
4. "Freelove" (Bertrand Burgalat Remix) (5:30)
5. "Freelove" (DJ Muggs Remix) (4:26)

### Promo 2x12": Mute / PL12Bong32 (UK)
1. "Freelove" (Deep Dish Freedom Remix) (11:47)
2. "Freelove" (Josh Wink Vocal Interpretation) (8:44)
3. "Freelove" (Deep Dish Freedom Dub) (11:16)
4. "Freelove" (Powder Productions Remix) (8:00)

### CD: Reprise / 2-42419 (US)
1. "Freelove" (Flood Mix) (3:59)
2. "Freelove" (DJ Muggs Remix) (4:26)
3. "Zenstation" (6:24)
4. "Freelove" (Bertrand Burgalat Remix) (5:30)
5. "Freelove" (Schlammpeitziger "Little Rocking Suction Pump" Version) (6:52)
6. "Zenstation" (Atom's Stereonerd Remix) (5:39)

### Promo 2x12": Reprise / PRO-A-100794 (US)
1. "Freelove" (Deep Dish Freedom Remix) (11:47)
2. "Freelove" (Josh Wink Vocal Interpretation) (8:44)
3. "Freelove" (Deep Dish Freedom Dub) (11:16)
4. "Freelove" (Powder Productions Remix) (8:00)

### Promo CD: Reprise / PRO-CD-100794 (US)
1. "Freelove" (Dave Bascombe Remix ) (4:07)
2. "Freelove" (DJ Muggs Remix) (4:24)
3. "Freelove" (Flood Mix) (3:59)

### CDR: Reprise / n/a (US)
1. "Freelove" (Flood Mix) (4:13)
2. "Freelove" (Jonny Dollar Mix) (4:06)
3. "Freelove" (DJ Muggs Remix) (4:26)
4. "Freelove" (David Bascombe Remix) (4:07)